# Гарник Анастасія Юріївна
Анастасі́я Ю́ріївна Га́рник (нар. 1995) — українська парадзюдоїстка; майстер спорту України. Чемпіонка літніх Паралімпійських ігор 2024 року в Парижі.

## З життєпису
Народилась 1995 року в місті Київ. Майстер спорту України із дзюдо серед спортсменів із порушеннями зору. Представляє команду міста Рівне.
2019 в Італії на Парачемпіонаті Європи здобула бронзову нагороду.
Учасниця літніх Паралімпійських ігор-2020. Чемпіонка літніх Паралімпійських ігор-2024.
На Чемпіонаті Європи-2023 з паралімпійських видів спорту (у ваговій категорії понад 70 кг) посіла перше місце (серед спортсменів із повною або майже повною відсутністю зору).

## Державні нагороди
- Орден княгині Ольги III ст. (18 вересня 2024) — за досягнення високих спортивних результатів на XVII літніх Паралімпійських іграх у місті Парижі (Французька Республіка), виявлені самовідданість та волю до перемоги, утвердження міжнародного авторитету України[2]